# NGC 7026
NGC 7026, aussi nommée nébuleuse du Cheeseburger,, ou encore nébuleuse de Burnham, est une nébuleuse planétaire située dans la constellation du Cygne. NGC 7026 a été découverte par l'astronome américain Sherburne Wesley Burnham en 1873.

## Observation
Avec une magnitude visuelle apparente de 10,9, on doit utiliser un télescope dont l'ouverture est d'au moins 150 mm pour l'observer.

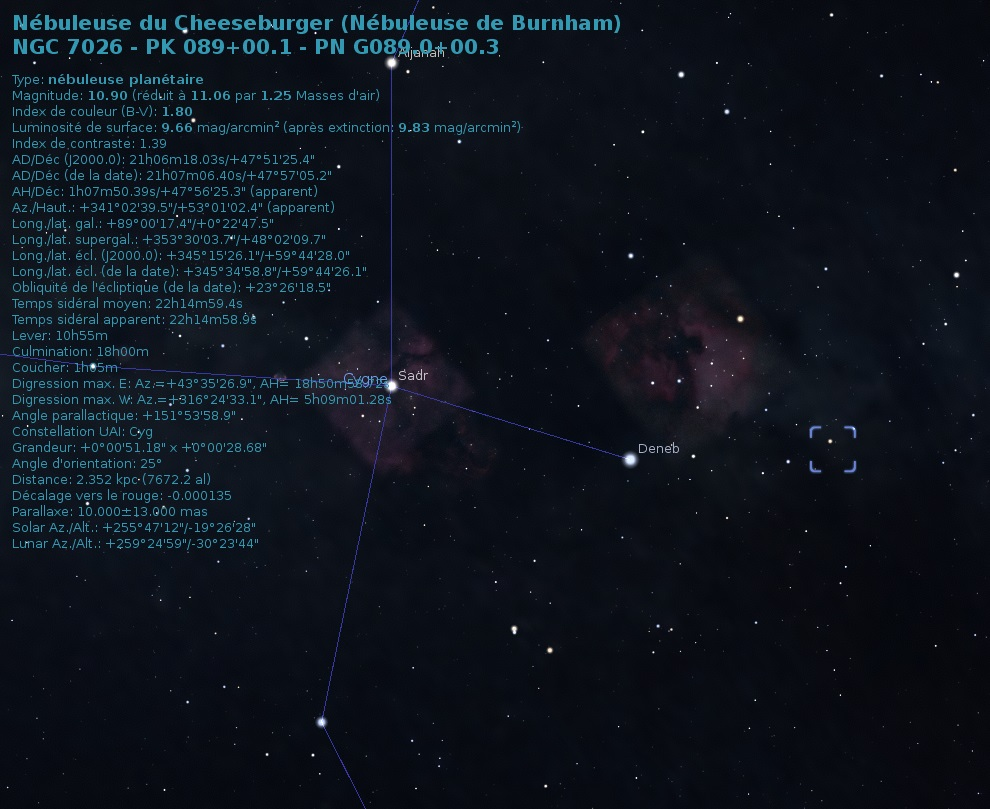
Emplacement de NGC 7026 dans la constellation du Cygne.

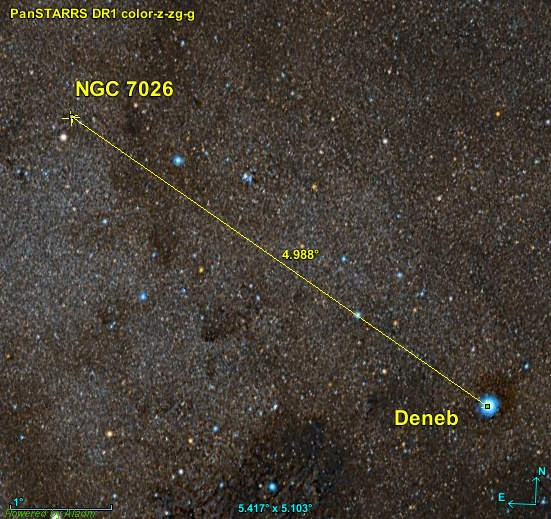
Position de NGC 7026 par rapport à Deneb.

La nébuleuse NGC 7026 est située à environ 5,0 degrés au nord-est de Deneb.

## Caractéristiques

### Distance, taille et vitesse
Le logiciel en ligne Aladin Lite permet de consulter les données astronomiques de plusieurs catalogues, dont le « GAIA EARLY DATA RELEASE 3 (GAIA EDR3) ». Pour NGC 7026, Gaia EDR3, la parallaxe de NGC 7026 est égale à 0,312 9 ± 0,030 3 mas, ce qui correspond à une distance de 3 196 ± 309 pc (∼10 400 al).
La taille apparente de la nébuleuse est de 0,75 minutes d'arc, ce qui, compte tenu de la distance et grâce à un calcul simple, équivaut à une taille réelle de 2,3 ± 0,2 al.
L'âge cinématique d'une nébuleuse planétaire peut être estimé à partir de sa vitesse d'expansion. Selon cette méthode, NGC 7026 serait âgée de 1 570 ans.

### Halo

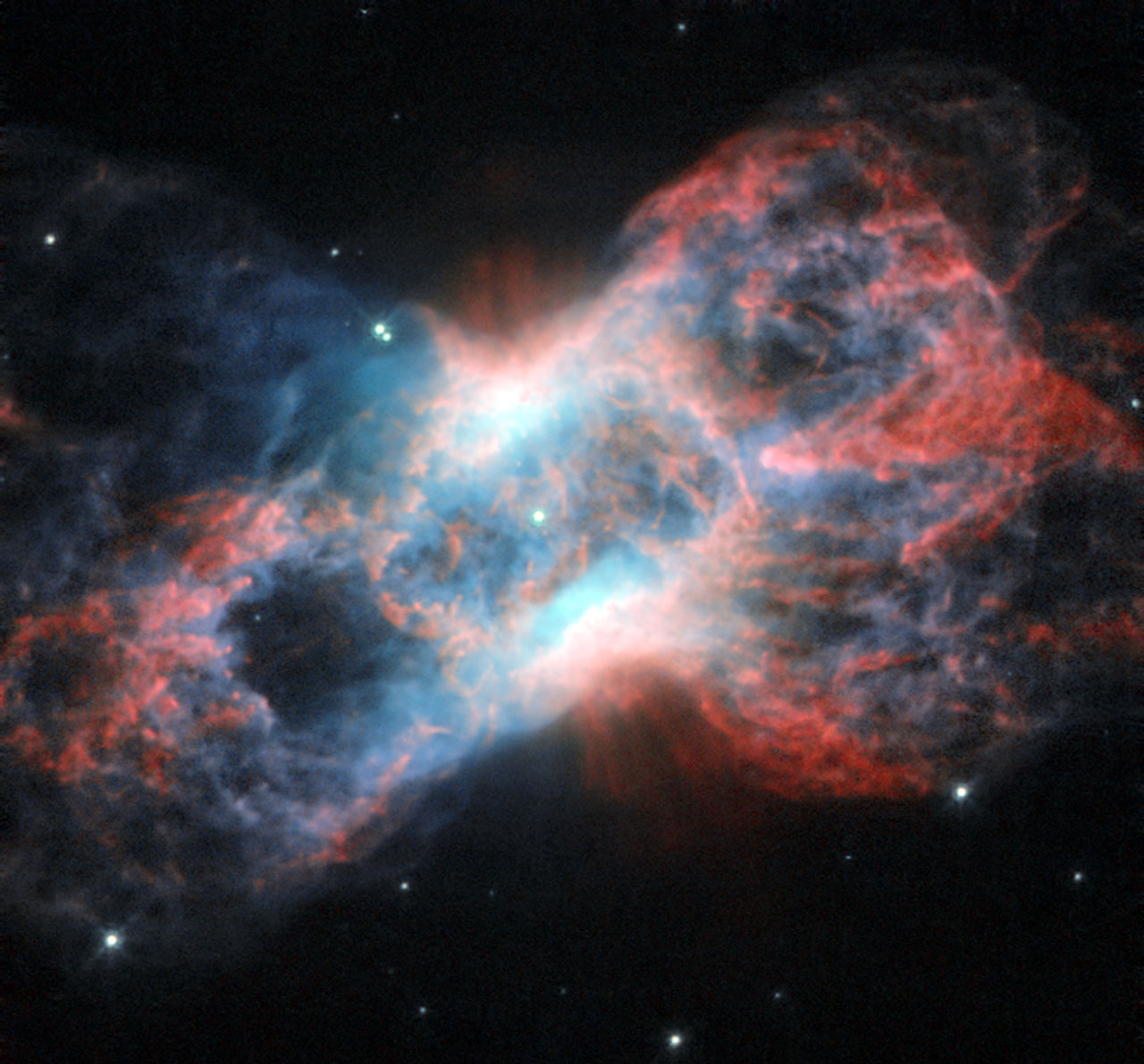
NGC 7026 par le télescope spatial Hubble.

NGC 7026 est une nébuleuse planétaire qui présente trois lobes bipolaires enchevêtrés. La nébuleuse renferme de multiples boucles filamenteuses avec nœuds cométaires répartis le long des bords intérieurs des lobes. Plusieurs nœuds d'émission se trouvent au-delà de l'étendue des lobes. Le long de l'axe principal, la vitesse d'expansion de la nébuleuse est de 150 km/s.
Selon Schönberner et Steffen, dans un article publié en 2024 qui est en quelque sorte un résumé des connaissances acquises sur une douzaine des nébuleuses planétaires, étude qui cite plusieurs références, la vitesse interne du vent du halo de la nébuleuse de NGC 7026 est de 2 000 km/s et sa luminosité est de 490 {\displaystyle L_{\odot }} (log10= 2,69). Sa perte de masse par année est de 1,48 * 10-6 {\displaystyle M_{\odot }}/an (log10=-5,83). La luminosité de la nébuleuse dans le domaine des rayons X est de 4,17 * 10-1 {\displaystyle l_{\odot }} (log10=-0,38).

### Étoile centrale
L'étoile centrale est une étoile Wolf-Rayet de type WC 3 dont la température effective atteint 130,5 kK. La vitesse radiale de cette étoile est de 3 500 km/s et sa masse diminue au rythme de 457 x 10-9 {\displaystyle M_{\odot }} par année.
Selon Schönberner et Steffen, le type spectral de l'étoile au centre de NGC 7026 est des type WO3, donc il s'agit d'une étoile Wolf-Rayet. Sa température effective est de 126 kK et sa luminosité est de 6,31 * 104 {\displaystyle l_{\odot }} (log10=4,80). Notons que Schönberner et ses collègues ont adopté une distance d'environ 3,23 kpc (∼10 500 al) pour déterminer les valeurs qu'ils proposent.

### Rayons X
NGC 7026 a fait l'objet d'observations dans le domaine des rayons X par l'observatoire spatial XMM-Newton. La luminosité X de NGC 7026 est l'une des plus élevées parmi toutes les nébuleuses planétaires détectées dans ce domaine. Cette luminosité suggère une température des gaz en mouvement atteignant 1,1 million de degrés Kelvin. Cependant, aucune radiation X en provenance de l'étoile centrale n'a été détectée, probablement parce qu'elles ont été absorbées par l'atmosphère de la nébuleuse.

## Galerie

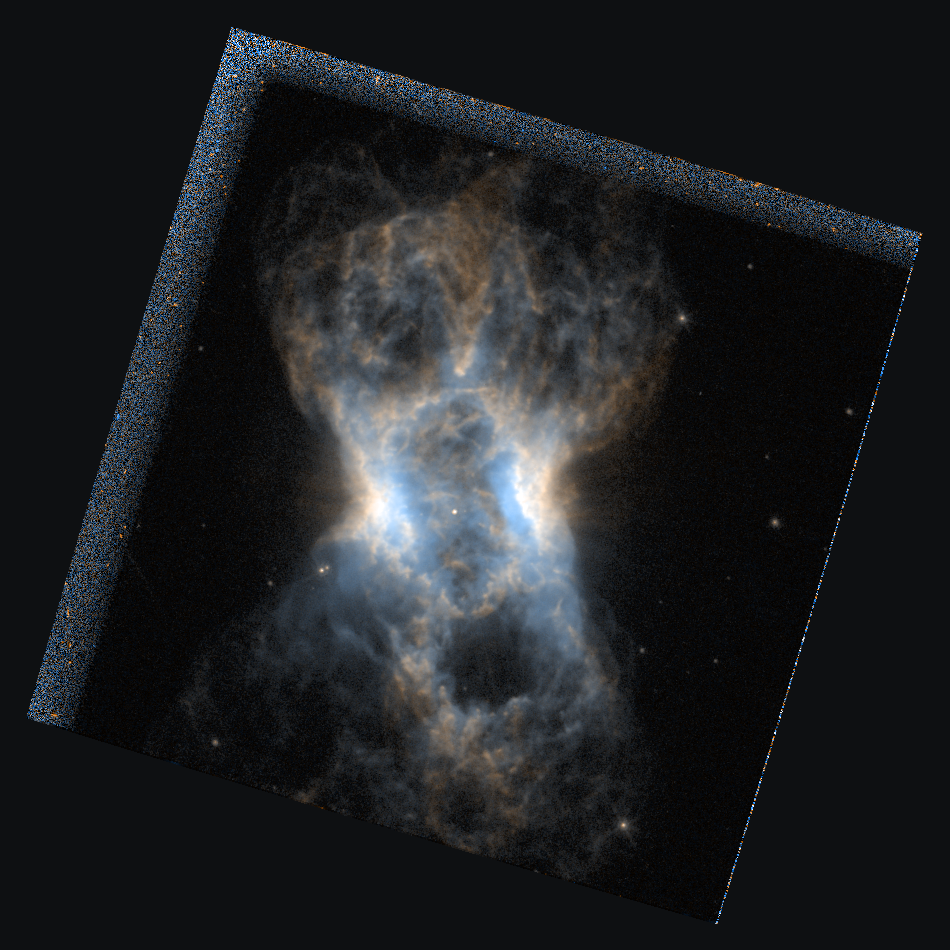
Autre image de NGC 7026 par le télescope spatial Hubble.
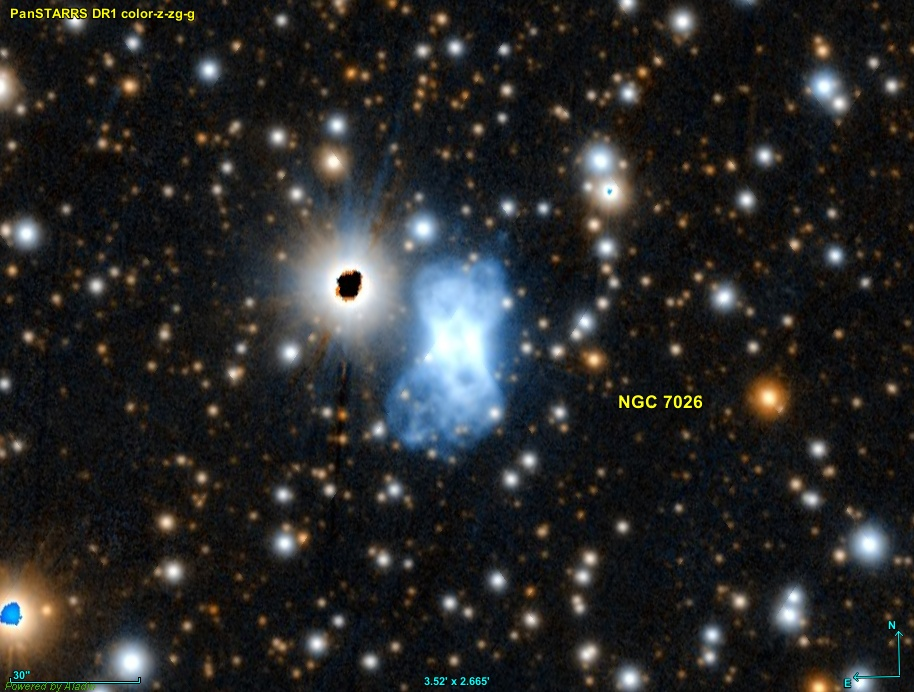
NGC 7026 par le relevé Pan-STARRS.